# جيمس أندرو بييل
جيمس أندرو بييل هو محامي وسياسي أمريكي، ولد في 25 أكتوبر 1866 في ميدلوذيان في الولايات المتحدة، وتوفي في 11 فبراير 1929 في دالاس في الولايات المتحدة. نشط حزبياً في الحزب الديمقراطي. وقد انتخب عضو مجلس النواب الأمريكي ‏.